# Jacksonport (Arkansas)
Jacksonport è un comune degli Stati Uniti d'America, situato in Arkansas, nella contea di Jackson.